# Lou Pearlman
Louis Jay Pearlman (19. června 1954 – 19. srpna 2016) byl americký hudební producent a podvodník. Byl manažerem úspěšných chlapeckých kapel z 90. let, jako jsou Backstreet Boys a 'N Sync, byl fascinován úspěchem New Kids On The Block, který vydělal stovky milionů dolarů na rekordních turné a prodej zboží.

## Trestná činnost
Členové Backstreet Boys byli první, kteří podali žalobu proti Pearlmanovi, protože měli pocit, že jejich smlouva-podle které Pearlman vybíral jako správce i producent-byla nespravedlivá. V roce 2006 byl obviněn z provozování jednoho z největších a nejdéle fungujících Ponziho schémat v historii, přičemž dluhy zůstaly více než 300 milionů dolarů. Poté, co byl zatčen, přiznal se jako viník špinavých peněz a během bankrotu učinil nepravdivá prohlášení. V roce 2008 byl Pearlman odsouzen k 25 let vězení. Zemřel ve federální vazbě v roce 2016.